# Domenico Cortopassi
Domenico Cortopassi (Sarzana, 8 ottobre 1875 – La Spezia, 15 ottobre 1961) è stato un compositore e direttore d'orchestra italiano.

## Biografia
Studiò con il padre Alemanno e poi all'Istituto musicale Boccherini di Lucca, perfezionandosi infine a Milano.
Come direttore d'orchestra, esordì in Svezia e, rientrato in Italia, svolse la sua carriera soprattutto in Toscana e Liguria. Diresse anche nell'Africa del Nord, a Tunisi e Tripoli. In quest'ultima città inaugurò il Politeama dirigendo il melodramma La fanciulla del West di Puccini.

## Le opere
È stato compositore di opere liriche, operette, musica sacra, per banda e da camera, ma la sua vena lo portò anche a comporre musica per cinegiornali, documentari e film.
Fu anche maestro di banda, direttore di varie società filarmoniche, maestro di cappella della Cattedrale di Borgo S. Lorenzo, organista e maestro di cappella della chiesa abbaziale a La Spezia e della Cattedrale di Sarzana, nonché direttore di vari cori e Istituti musicali.
La sua opera più importante è considerata Santa Poesia, su libretto di Augusto Novelli e Giovacchino Forzano, ambientata durante le Cinque giornate di Milano, che debuttò al Politeama Duca di Genova della Spezia il 2 dicembre 1909, poi a Lucca, Livorno, Sarzana e a Milano.
Fu autore della marcia delle marce Rusticanella (Quando passan le Legion) nel 1919, del primo fox-trot italiano, intitolato Marion del 1917 (1924), che ebbe notevole successo in Argentina; la canzone Romantico Slow, cantata dal tenore Tito Schipa nel film Vivere! del 1937; vincitore del primo premio al carnevale di Viareggio nel 1925 con la canzone Baccanale scapigliato, a Pistoia nel 1939 con la canzone Vien dei baci la stagion e infine a Venezia, nel 1952 con la canzone Tose Veneziane; fu vincitore del primo premio a Trieste con l’operetta Bombardella Tiritera.
Molte città italiane gli hanno dedicato una strada a ricordo delle sue intramontabili melodie: La Spezia, Viareggio, Roma, Prato, Latina, Trapani, Trieste.
Il Comune di Lucca per onorare la sua figura artistica gli ha donato una tomba privilegiata nel cimitero monumentale; la sua effigie è nel famedio.
Il figlio, Marcello Cortopassi, divenne un apprezzato compositore, principalmente di canzoni.